# Druso el Joven
Druso Julio César (latín: Drusus Iulius Caesar; 7 de octubre, 14 a. C. – Roma, 14 de septiembre, 23 d. C.), nacido como Nerón Claudio Druso (Nero Claudius Drusus), pero más conocido como Druso el Joven (Drusus minor, para distinguirlo de su tío, Druso el Mayor) o Druso II (para distinguirlo tanto de su tío como de su sobrino Druso César), fue un político y general romano, perteneciente a la dinastía Julio-Claudia.
Hijo del emperador Tiberio, fue sobrepasado en la línea de sucesión imperial por su primo Germánico, con el que se instauró una relación de conflicto pero también de colaboración. Después de haber sofocado una revuelta militar en Panonia en el año 14, fue elegido cónsul para el año siguiente. Vivió un tiempo en la capital y posteriormente tomó el cargo de gobernador en el Ilírico, tras la muerte de Germánico en el 19, que situó a Druso como único heredero del Principado. El joven fue elegido de nuevo cónsul en el 21 y tribuno de la plebe en el 22. Su posición como heredero al imperio le hizo caer en las miras del poderoso y ambicioso prefecto del pretorio Sejano, que acabó asesinándolo.

## Las fuentes historiográficas

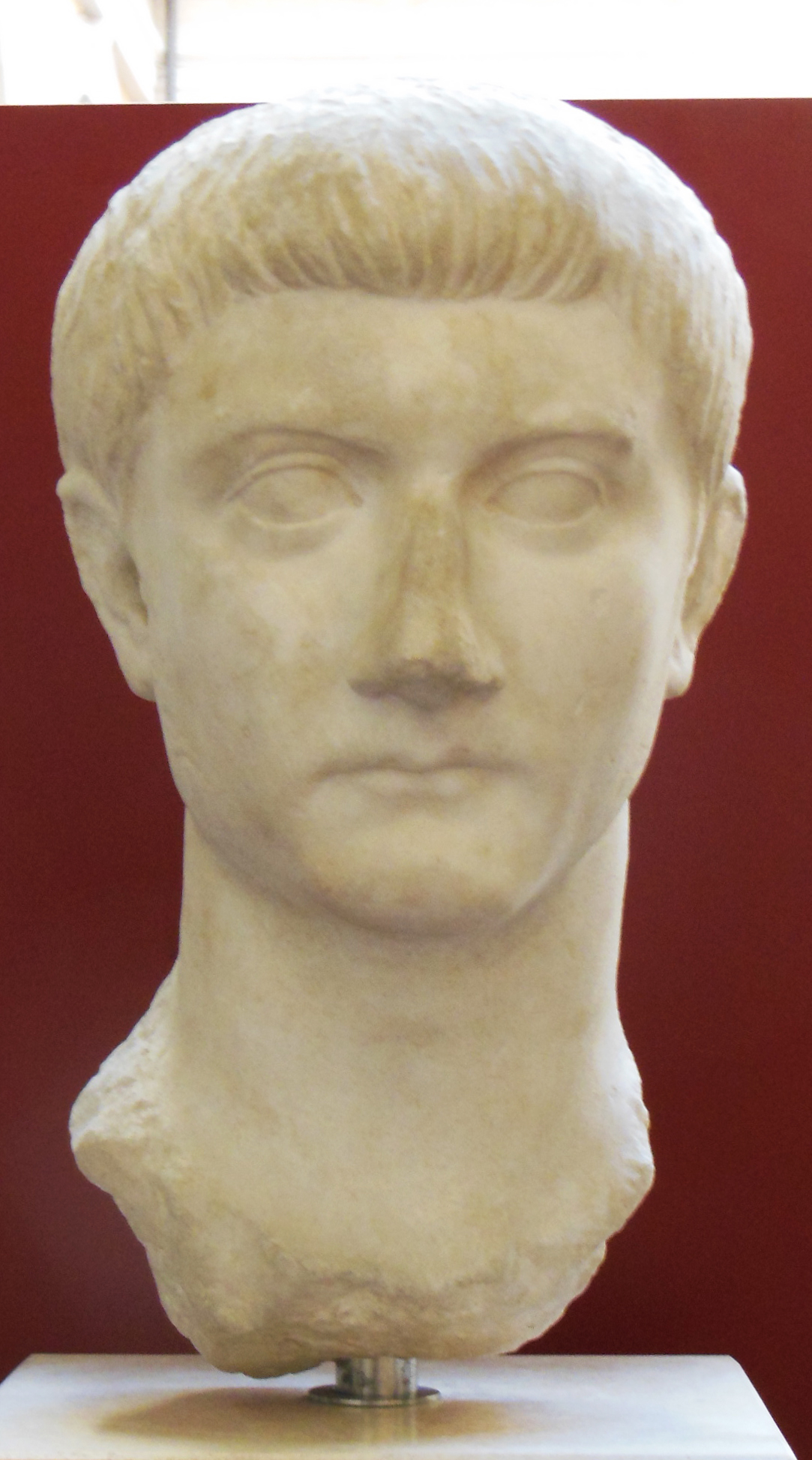
Busto de Druso el Joven (Museo Nacional Romano, Roma)

Las principales fuentes históricas sobre Druso el Joven son las de los grandes cronistas y biógrafos imperiales romanos: Tácito, en sus Anales, que cuentan la historia de Roma desde el 14, el año de la muerte del primer emperador, Augusto; Suetonio, que en su Vidas de los doce Césares narra la historia de los doce primeros emperadores romanos, incluyendo a Julio César; Dion Casio, que en su imponente Historia romana, presenta un recorrido cronológico por todos los acontecimientos que tuvieron lugar desde la fundación de Roma en 1 a. C., hasta su época, en 229 d. C., abarcando un período de casi un milenio y Veleyo Patérculo, que en la Historiae romanae ad M. Vinicium libri duo relata los acontecimientos relativos al mundo antiguo desde la caída de Troya hasta la muerte de Druso el joven. También Plinio el viejo en su Naturalis historia, un tratado de 37 libros sobre la naturaleza, deja alguna información sobre Druso.
Las fuentes antiguas nos presentan a Druso como un hábil comandante militar que sabía mostrar su inteligencia en las ocasiones más importantes. Sin embargo, era criticado por su vida mundanal, salpicada de vicios y banquetes, y sobre todo por su crueldad y su disfrute de los derramamientos de sangre. Tanto es así que las espadas más afiladas se llamaron Drusianas en su honor. Tiberio criticaba a menudo estos comportamientos licenciosos, tanto en público como en privado. Otros aspectos negativos, que resalta especialmente Tácito, son su arrogancia y soberbia. Detrás de una aparente modestia escondía una actitud descarada. Así, fingiendo acoger las solicitudes del Senado romano, adaptaba luego las decisiones de la asamblea a sus propios objetivos. Además, su intolerancia y su impulsividad solían llevarlo a discusiones que lo ponían en posiciones incómodas. En cualquier caso Tiberio consentía mucho a su hijo, permitiéndole disfrutar de viajes de placer en Campania incluso cuando esto significaba ofender a los senadores. También Plinio nos señala una anécdota que demuestra cómo Druso llevaba una vida mundanal, cuando seguía los consejos del refinado gastrónomo Apicio, en lugar de actuar según los criterios que le sugería su padre.

## Orígenes familiares

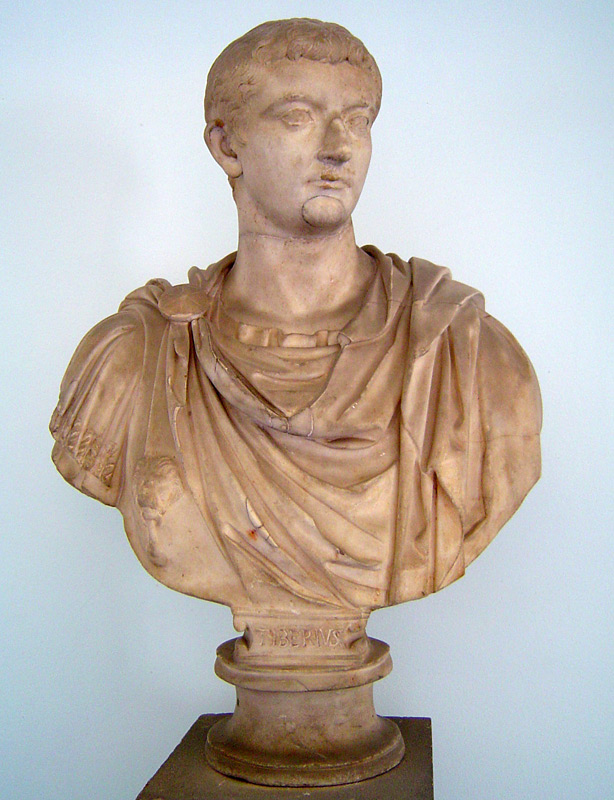
Busto de Tiberio, padre de Druso menor (Museo arqueológico regional Antonio Salinas, Palermo)

Druso el Joven, nacido como Nerón Claudio Druso, fue el primogénito de Tiberio Claudio Nerón, que posteriormente se convertiría en emperador, y de Vipsania. Su padre biológico llevaba el nombre del abuelo de Druso el Joven y era hijo de Livia Drusila, pero fue adoptado por Augusto cuando este se casó con Livia. Por lo tanto, Druso el Joven era el nieto adoptivo de Augusto, quien a su vez había sido adoptado por Julio César. Así pues, según la leyenda fundacional de la gens Julia, sería descendiente de Julo, hijo de Enea y nieto de la diosa Venus. Por parte paterna, su tío era Druso el Mayor. Por lo tanto, Druso el Joven era primo de Germánico y de Tiberio Claudio Nerón (el futuro emperador Claudio), además de tío de los hijos de Germánico: Cayo César "Calígula" y Agripina la Joven, que sería la madre del emperador Nerón. Por parte materna, era nieto de Marco Vipsanio Agripa, íntimo amigo y general de Augusto, y Pomponia Cecilia Ática. Su tía materna era Agripina la Mayor, que se casó con Germánico. Así pues Calígula y Agripina la Joven, además de ser sus sobrinos por parte de padre, eran también sus primos por parte de madre.

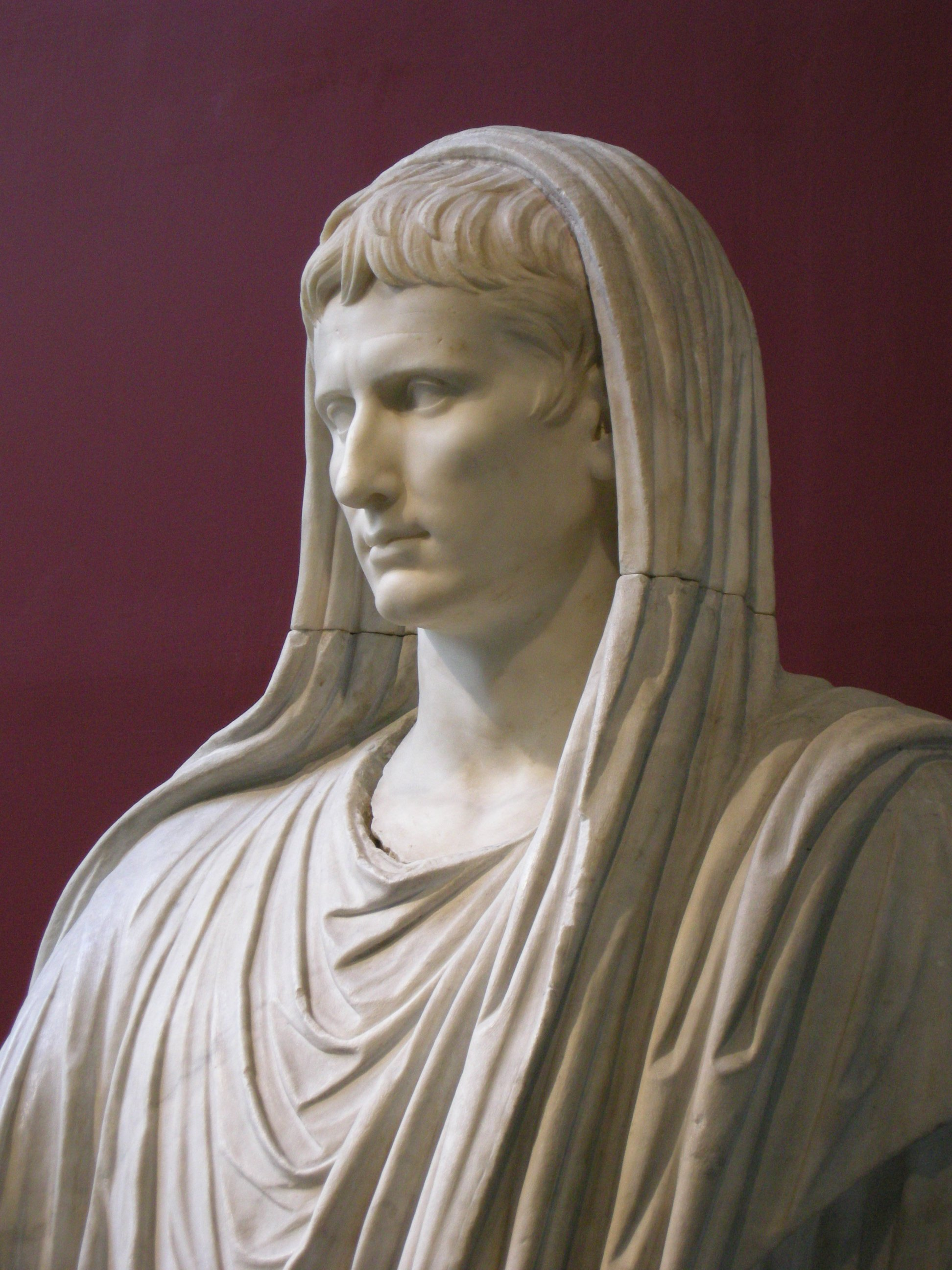
Detalle del Augusto de vía Labicana, que representa al abuelo adoptivo de Druso el Joven en los últimos años de vida (Museo Nacional Romano, Roma)

## Juventud (14a.C.-11d.C.)
Druso nació el 7 octubre del 17 a. C.. Es miembro de la dinastía Julio-Claudia. Según algunos historiadores, su fecha de nacimiento debía ser ubicada en el año 13 a. C., aunque este dato ha sido desmentido por trabajos historiográficos más modernos. En el 12 a. C., mientras Vipsania estaba embarazada del hermano menor de Druso, Augusto obligó a sus padres a divorciarse porque quería que Tiberio se casara con su hija, Julia la Mayor. Tiberio aceptó la decisión con pesar y Vipsania perdió al niño. En el 6 a. C. Tiberio decidió abandonar Roma para retirarse a Rodas, probablemente disgustado por su esposa, con la que las relaciones se habían echado a perder tras la muerte de su hijo. Así, el padre de Druso lo dejó solo en Roma junto a su esposa, marchándose de Ostia sin escuchar las peticiones de todos los que querían que quedara.
En el 4, cuando Augusto decidió elegir a Tiberio como su sucesor, el padre de Druso volvió a la escena política. El emperador le obligó a adoptar a su sobrino Germánico, hijo de su hermano Druso el Mayor, anteponiéndolo así en la línea de sucesión al hijo natural de Tiberio, Druso el Joven, que era solo un año menor que él. Aquel año, Druso cambió su nombre de Nerón Claudio Druso a Druso Julio César, ya que estaba bajo la potestas de Tiberio, y se casó con su prima Claudia Livila, viuda de Cayo César. Poco después nació su primera hija, Julia Livia. En el 19 tuvieron una pareja de gemelos, Tiberio y Germánico Gemelo. Mientras tanto, en el año 2 había recibido la toga virilis y entre el 7 y el 8 fue pontífice.

## Primeros encargos y muerte de Augusto (11 - 14 d.C.)
La carrera política de Druso comenzó el 11 cuando, a instancias de Augusto, fue nombrado cuestor. Dos años antes, Augusto le había permitido participar en las reuniones del Senado aunque todavía no era senador, quizás alentado por los éxitos militares de su padre Tiberio. En el año 13, fue nombrado miembro permanente del comité selecto del Senado que Augusto había creado para lidiar con los problemas diarios de la asamblea.
Ese mismo año, Augusto le permitió participar en la competencia por el puesto de cónsul, incluso sin haber ocupado el cargo de pretor. En el mes de mayo de 14, fue nombrado miembro de la cofradía de los Hermanos Arvales y en agosto, cuando Augusto murió, Druso leyó en público los cuatro libros en los que figuraban los deseos del Emperador sobre su propio funeral, sobre la decoración de su mausoleo y sobre su administración, además de las últimas instrucciones a los poderes asignados a Tiberio y al pueblo. Además, durante los funerales, en los que Germánico no participó porque estaba ocupado en la Galia, Druso pronunció un panegírico por su abuelo desde los rostra. En el testamento dejado por el Emperador, Druso fue designado como el heredero de segundo grado, junto a Germánico, hijo de Druso el Mayor.

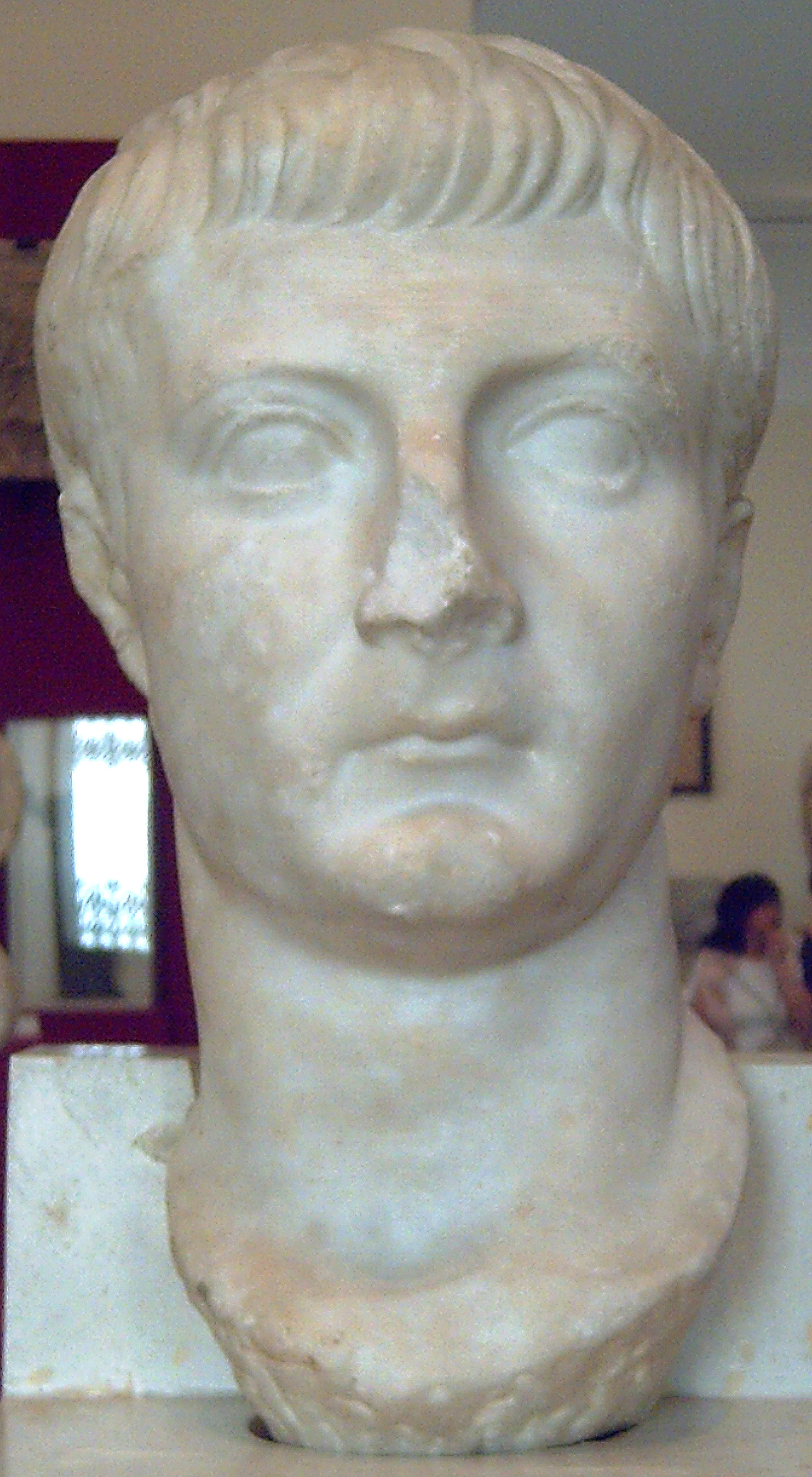
Busto de Druso el Joven (Museo arqueológico nacional de España, Madrid)

## La rebelión en Panonia (14 d.C.)
Durante ese mismo año, en Panonia hubo un violento levantamiento militar de las legiones VIII Augusta, VIIII Hispana , y XV Apollinaris, guiadas por el legado Quinto Junio Bleso. Para calmar a los manifestantes, Tiberio decidió enviar a su hijo Druso a la región como legado, flanqueado por dos cohortes pretorianas, a pesar de que él tenía muy baja o nula experiencia militar. Para asesorarle, envió al prefecto del pretorio Lucio Elio Sejano, que tenía mucha influencia en Tiberio. Una vez en Panonia, Druso entró en el campamento de los rebeldes, y leyó el mensaje que le había dado su padre, que rezaba que:

... (Tiberio) llevaba en el corazón sus legiones, con las que había combatido en numerosas guerras; en cuanto su ánimo se hubiese ricuperado del luto, él trataría sus exigencias en el Senado. Mientras tanto, había enviado a su hijo para que acordase sin demora todo lo que se podía dar inmediatamente. El resto de concesiones debían ser pedidas al Senado, al cual no era correcto negar la facultad de conceder o negar favores
Tácito, Anales I, 25

El centurión Julio Clemente fue el encargado de responder al mensaje imperial. Empezó pidiendo la licencia a los dieciséis años en lugar de a los veinte, un subsidio al final del servicio, un denario al día como salario y que los veteranos no fueran situados nunca más bajo las banderas. La respuesta fue que Druso no tenía poder para responder a las solicitudes y que tendría que consultar al Senado, lo que generó muchas dudas en los soldados que no entendían a que había acudido el hijo del Príncipe si no tenía poderes.

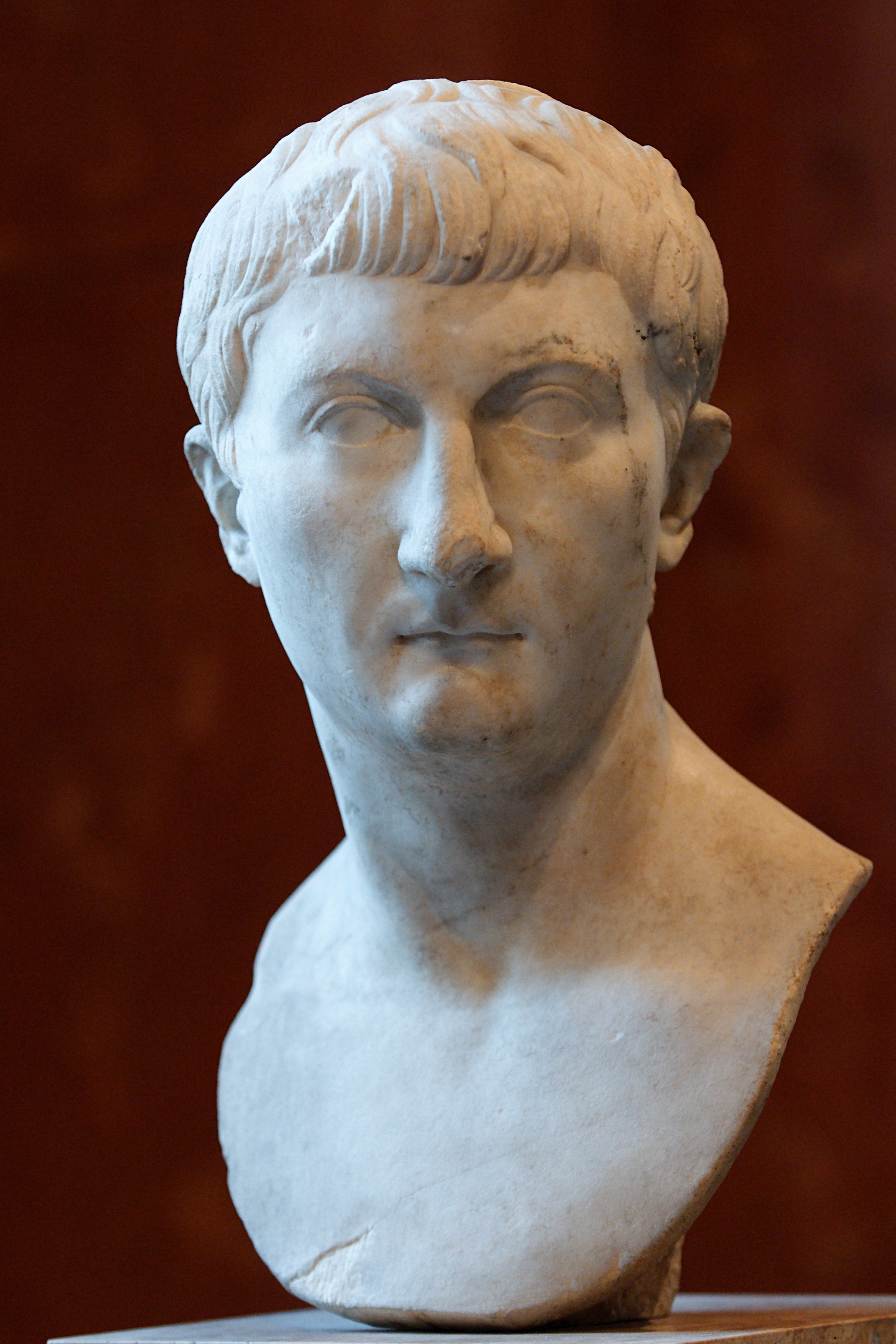
Busto de Druso menor (Museo del Louvre, París)

A continuación, los rebeldes comenzaron a amenazar a los pretorianos y a los demás delegados imperiales, especialmente a Cneo Cornelio Léntulo Augur, al que se consideraba el menos propenso a aceptar las reclamaciones de los legionarios. Mientras Léntulo regresaba al campamento de Druso, fue capturado en una emboscada, apedreado y gravemente herido, consiguiendo salvarse solo gracias a los soldados que corrieron en su ayuda. Durante esa noche hubo un eclipse lunar, un evento que los soldados rebeldes interpretaron como una señal de muerte, y empezaron a rogar a los dioses con trompas y cuernos pidiendo clemencia. Mientras tanto, Druso decidió convocar en su campamento a sus consejeros y envío a agentes a campamento enemigo para provocar la desconfianza de los alborotadores. Algunos de los empleados pidieron al hijo del Príncipe que enviase a Roma a Quinto Junio Bleso, uno de los antiguos comandantes de las legiones y colaborador de Druso; a Lucio Aponio, un caballero a las órdenes de Druso, y a Justo Catonio, un centurión primipilus. En el seno del comando de Druso empezó una discusión entre los que querían esperar las órdenes de Roma, y los que querían actuar de inmediato. Druso decidió actuar: hizo matar a los jefes insurrectos Percennio y Vibuleno y, a continuación, comenzó a dar caza a los otros rebeldes. Algunos fueron asesinados por los centuriones y los pretorianos, mientras que otros fueron entregados por sus propios soldados, como un signo de lealtad al Emperador. Las Legiones VIII y XV se rindieron, mientras que la VIIII insistía en esperar la decisión de Tiberio. Sin embargo, tras la rendición de las otras legiones, los legionarios de la VIIII tuvieron que ceder y la rebelión fue sofocada. Druso decidió regresar a Roma sin esperar la llegada de los legados.
Mientras tanto, también Germánico había tenido que alejarse de Roma a causa de una rebelión en Germania. La expedición tuvo éxito y Tiberio elogió el triunfo de ambos hijos en el Senado.

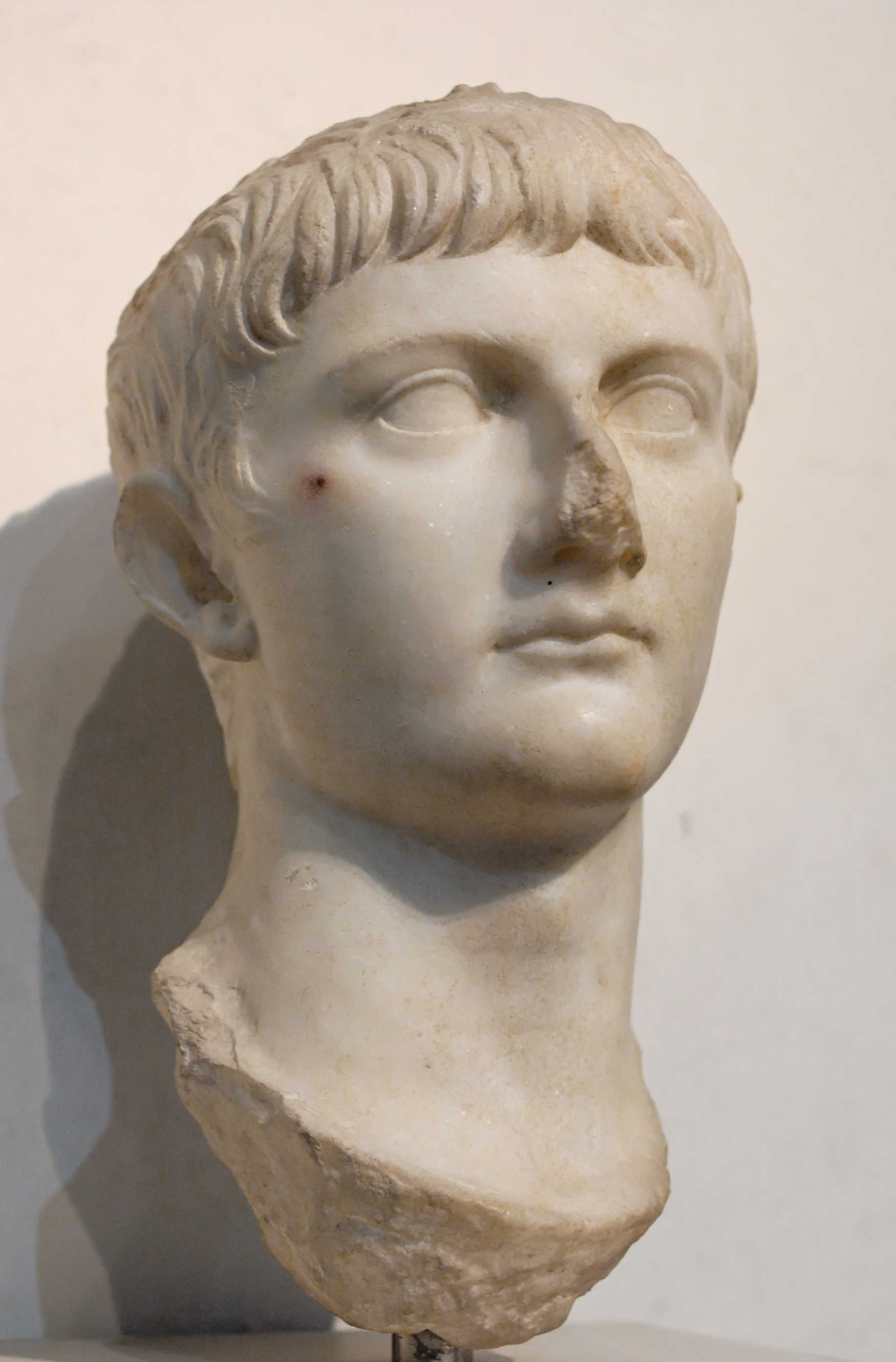
Busto de Germánico, hermano adoptivo de Druso el Joven (Museo Nacional Romano, Roma)

## El primer consulado y el periodo como gobernador de Ilírico (15 - 20 d.C.)
En el año 15 se convirtió en cónsul por primera vez junto a Cayo Norbano Flaco y pasó a formar parte de los Sodales Augustales. Ese año se decretó un triunfo para Germánico y Druso se encargó de la dirección del espectáculo de gladiadores en honor de su hermanastro, que serían recordados como unos juegos llenos de derramamientos de sangre y la crueldad, hasta el punto de que el pueblo se horrorizó y Tiberio se vio obligado a reprender a su hijo. En aquellos años comenzó a establecerse una fuerte división en la corte entre los partidarios de Druso y los de Germánico. Tiberio temía la popularidad de su hijo adoptivo mientras intentaba favorecer a su hijo biológico. En cambio, muchos de los nobles miraban con recelo a los orígenes de Druso y de su esposa, que en comparación con los de Germánico y Agripina, se consideraban humildes. Los dos hermanos, sin embargo, tenían una buena relación y se mantenían indiferentes ante aquellos litigios.
En 17, Druso fue enviado como gobernador del Ilírico para que adquiriese experiencia militar y para ganarse el favor del ejército. Tiberio decidió enviar allí a su hijo para alejarlo de la comodidad de la ciudad y para asegurar a ambos hijos legiones leales a ellos, utilizando como pretexto los conflictos entre las tribus germánicas de los queruscos y los suevos. Además, dado que el emperador estaba transformando el Ilírico en dos provincias, Dalmacia y Panonia, Druso había sido enviado para organizar la administración de las nuevas provincias. Mientras Druso y Germánico todavía estaban en Roma, murió el pretor Vipstano Gallo. Ambos querían favorecer a Décimo Haterio Agripa, un familiar suyo. La ley exigía, sin embargo, que prevaleciera el criterio del número de hijos, y muchos de los senadores se opusieron a Agripa. Finalmente, Tiberio decidió ignorar la ley y Agripa fue elegido por una pequeña mayoría.
Druso marchó como gobernador a Ilírico, acompañado de su esposa Livila. Al final del año le visitó Germánico, que estaba en Dalmacia. Poco después, Germánico asumió el cargo de cónsul, aunque no se dirigió a Roma sino que se dedicó a visitar distintas provincias. En el 19 d. C., Druso comenzó a adquirir gloria militares por llevar a los alemanes hasta una situación extrema interfiriendo en sus conflictos internos. El poderoso rey de los Marcomanos Marbod fue expulsado por su rival Catualda, apoyado por los Godos y por los jefes Marcomanos corruptos y tuvo que pedir la ayuda de Tiberio. Los romanos recibieron a Marbod en Rávena, pero entremedias, también Catualda fue derrocado por Vibilio, el jefe de la Hermunduros, y fue acogido en Forum Iulii, en la Galia Narbonense. Los Romanos impusieron a los germánicos del Danubio al rey Vannio del pueblo de los Cuados. El Senado, en vista del ascenso al trono de Armenia del rey Artaxias, favorecido por Germánico, decretó que los hermanos, es decir, Germánico y Druso, merecían el honor de una ovación.
Mientras Germánico aún estaba en Antioquía de Siria, presentó los síntomas de una violenta enfermedad, y unos días más tarde, el 10 de octubre, murió. Las sospechas recayeron en el odiado Tiberio y en su enviado en Siria, Cneo Calpurnio Pisón, considerado el autor material del envenenamiento. Cuando los restos de Germánico llegaron a Italia en la primavera de 20, desembarcando en Brindisi, Druso, junto con Claudio y los hijos de Germánico que se encontraban en Roma, salieron al encuentro del cortejo fúnebre y se unieron a él en Terracina.
Terminado el período de luto, Druso tuvo que volver al Ilírico. Mientras, en Roma, todos esperaban conocer el destino de Pisón, que aún se encontraba en Asia Menor. Este, que temía por su futuro, envió a la capital a su propio hijo, mientras que él mismo buscó refugio en el territorio controlado por Druso, porque pensaba que él estaría feliz por la muerte de su rival. Druso, sin embargo, respondió a Pisón que, si los rumores sobre su participación en el asesinato resultaran ser verdaderos, lo que él no deseaba, sería implacable contra él. Pisón regresó a Roma junto con su esposa Plancina para presentarse al juicio por la muerte de Germánico. Druso le siguió poco después, aplazando la ceremonia de ovación aprobada por el Senado. El juicio de Pisón comenzó y el acusado, convencido de que sería condenado, prefirió suicidarse en lugar de someterse a la pena de muerte. Druso, fuera de la ciudad para renovar los auspicios, volvió el 28 de mayo para recibir la ovación. Un par de días después, la madre de Druso, Vipsania, murió, convirtiéndose en la única hija de Agripa que murió de muerte natural. Probablemente es a este periodo que se remonta su entrada en el colegio de augures.

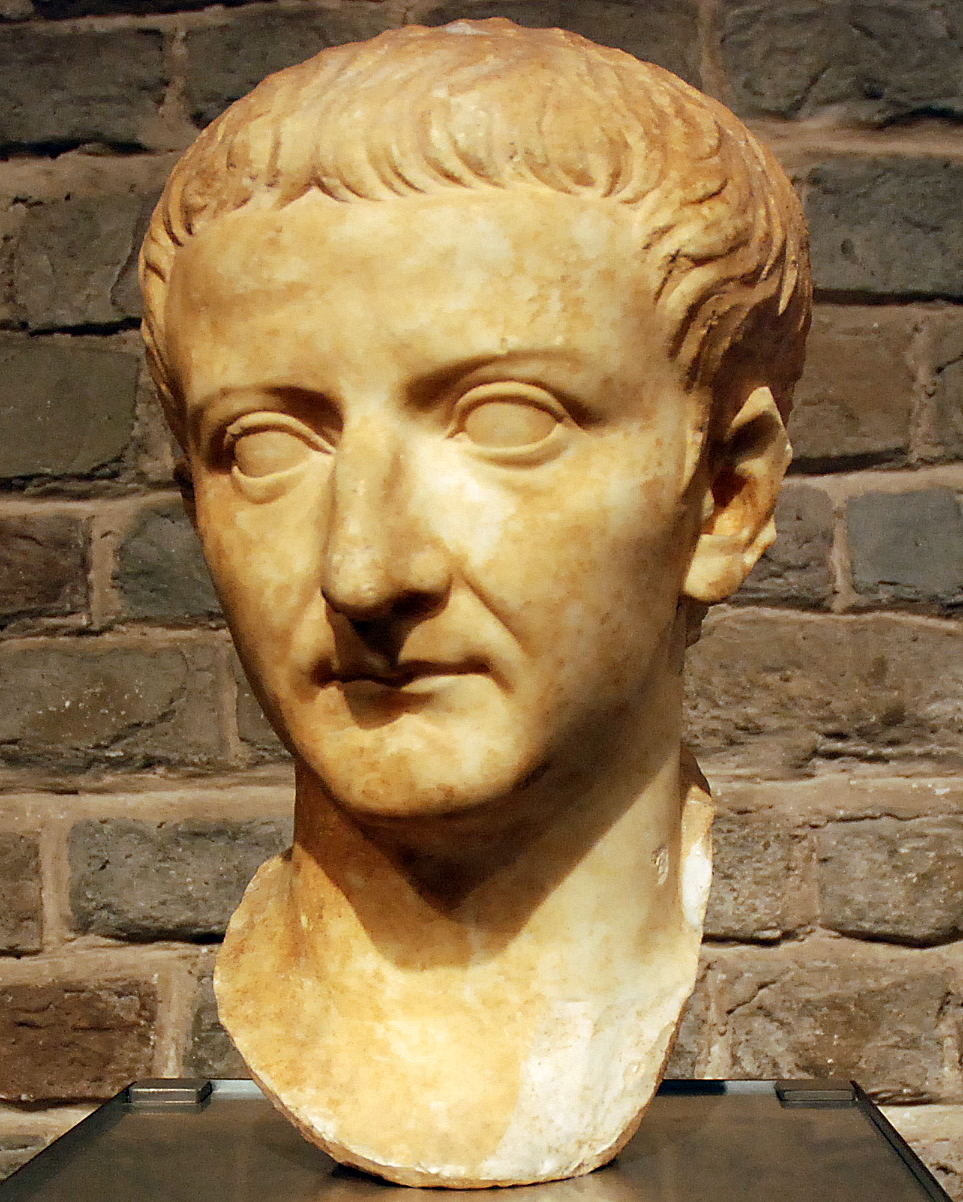
Busto de Tiberio, padre de Druso el Joven (Römisch-Germanisches Museum, Colonia)

## Heredero al Principado (20-22 d. C.)
En el 21 Druso asumió nuevamente el encargo de cónsul y al inicio del año Tiberio, su compañero en el consulado, decidió irse a vivir a Campania, a Nola, para habituar a su hijo a ejercer por sí solo las funciones consulares. Sin embargo, las motivaciones sobre el retiro de Tibero a la Campania son puestas en duda por otros autores. Además, Dion Casio señala que el nuevo cargo de cónsul fue visto como un mal presagio para Druso puesto que todos los anteriores compañeros de Tiberio en el consulado (Publio Quintilio Varo, Gneo Calpurnio Pisón y Germánico) habían encontrado una muerte violenta. En cualquier caso, Druso aprovechó la ocasión para adquirir experiencia y ganarse favores, interviniendo en las disputas entre senadores de forma sosegada. Una cuestión que debió afrontar el heredero al trono fue la utilización de la imagen del Príncipe para protegerse de los crímenes: más concretamente, el caso trataba de un senador, Gaio Cestio, que acusaba una mujer, Annia Rufilla, de haber usado la imagen del Emperador para protegerse de la acusación de fraude. Otros senadores se quejaron de que hasta los esclavos usaban este método y, en consecuencia, pedían al cónsul un castigo ejemplar: Druso, tras comprobar la culpabilidad de Rufilla, la envió a la cárcel.
En aquellos momentos había estallado una rebelión en Galia que Tiberio quiso que se reprimiera bajo su directo mandato, aunque él seguía en Campania. El Senado fue informado solo cuando la guerra ya había finalizado y el Príncipe explicó el hecho que ningún de los dos cónsules hubiese participado afirmando que no era necesario que los príncipes abandonaran Roma solo para sofocar una rebelión. Hacia el fin del año se acusó al poeta Clutorio Prisco. El poeta, tras haber compuesto un carmen para los funerales de Germánico, había compuesto otro para los de Druso, aprovechando que este estaba enfermo, con la esperanza de sacar provecho. El cónsul designado Décimo Haterio Agripa, propuso para Prisco la pena capital. Solo pocos se pusieron a favor del poeta, que al final fue encarcelado y ejecutado enseguida.

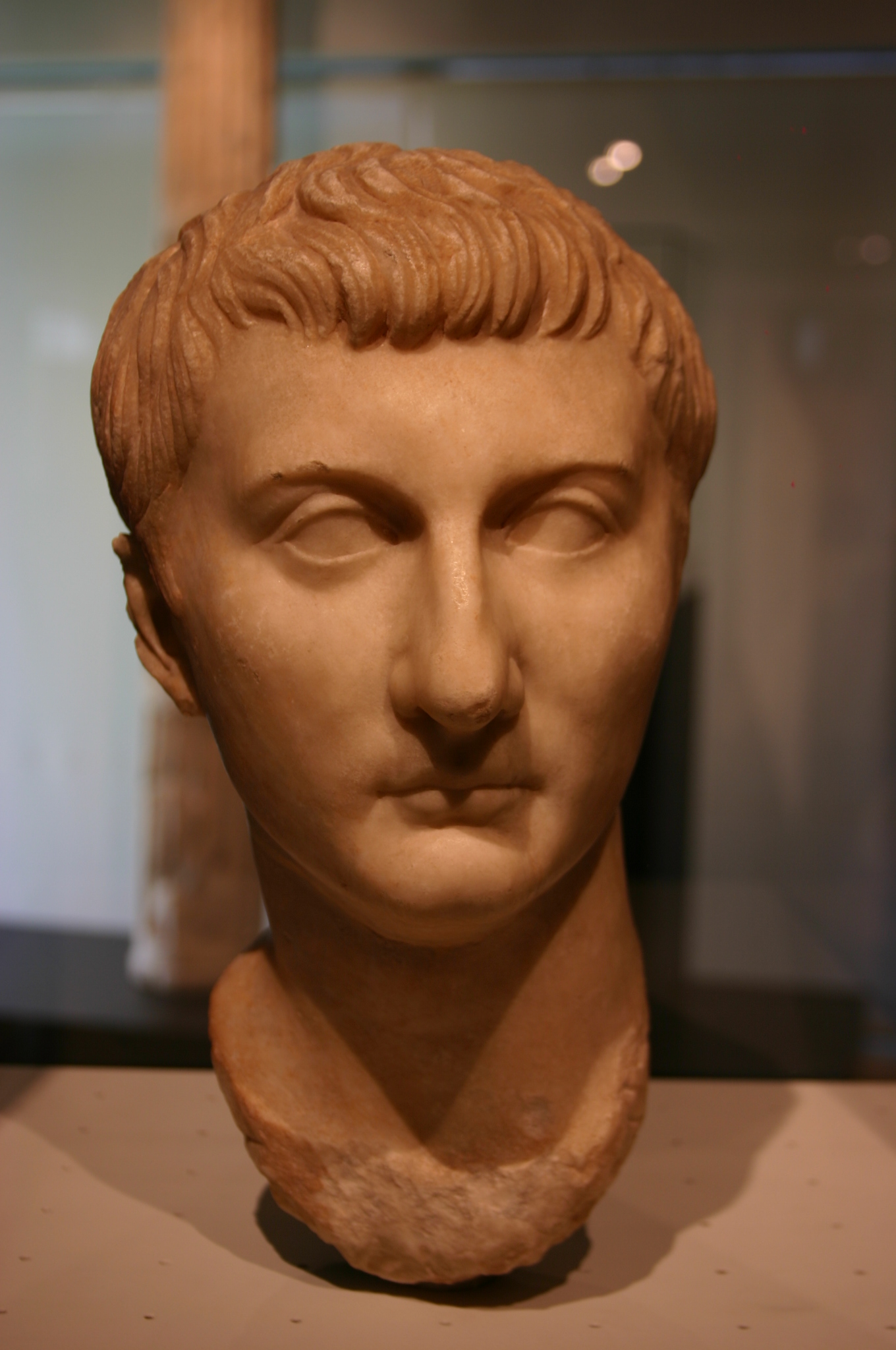
Busto de Druso el Joven (Museo arqueológico y etnológico, Córdoba)

En 22 Tiberio pidió al Senado la tribunicia potestas para Druso, un poder que desde la época de Augusto estaba reservado al emperador o a su sucesor designado. De hecho, mientras Germánico aún estaba vivo, Tiberio había mantenido suspendida la elección, pero tras la muerte de su hijo adoptivo, Druso era el único heredero que le quedaba. Los senadores, habiendo previsto la petición del Príncipe, aceptaron con adulación, predisponiendo que se construyeran arcos, estatuas, templos y altares a los dioses. Marco Junio Silano sugirió también que, en lugar de los nombres de los cónsules, fueran utilizados los de los tribunos para indicar la fecha, sin que su propuesta tuviera éxito entre los senadores. Tiberio, sin embargo, quiso que se rebajaran las pretensiones de las ceremonias, y Druso, que mientras tanto había ido a encontrarse con su padre en la región de Campania, envió una carta al Senado en la que expresó todo su agradecimiento. Este hecho fue considerado como un ultraje a la importancia del cargo que se le había atribuido, y muchos comenzaron a desafiar las formas de Druso, que aún muy joven, estaba siendo educado para dedicarse solo a sus placeres y a no aparecer ni siquiera para recibir los honores más altos del Estado.

## Caída y muerte (23)
En el 23 comenzó la gran decadencia de los Julio-Claudio: de hecho, el prefecto del pretorio Lucio Elio Sejano comenzó a hacer avanzar sus posiciones políticas para ser designado heredero del imperio. Acrecentó sus poderes como prefecto del pretorio para poner bajo su mando directo todas las cohortes presentes en Roma y tener la capacidad de nombrar por sí mismo a los centuriones y tribunos. Sin embargo, la familia imperial estaba llena de herederos (Druso el Joven era el sucesor directo, pero además estaban sus gemelos, y los tres hijos de Germánico), que obstaculizaban la ambición del prefecto. Por ese motivo, Sejano decidió empezar por eliminar al más peligroso de sus rivales: Druso. Este odio mutuo que se profesaban el hijo del Príncipe y él se vio impulsado por una disputa en la que Druso, de temperamento impulsivo, había dado a Sejano una bofetada.

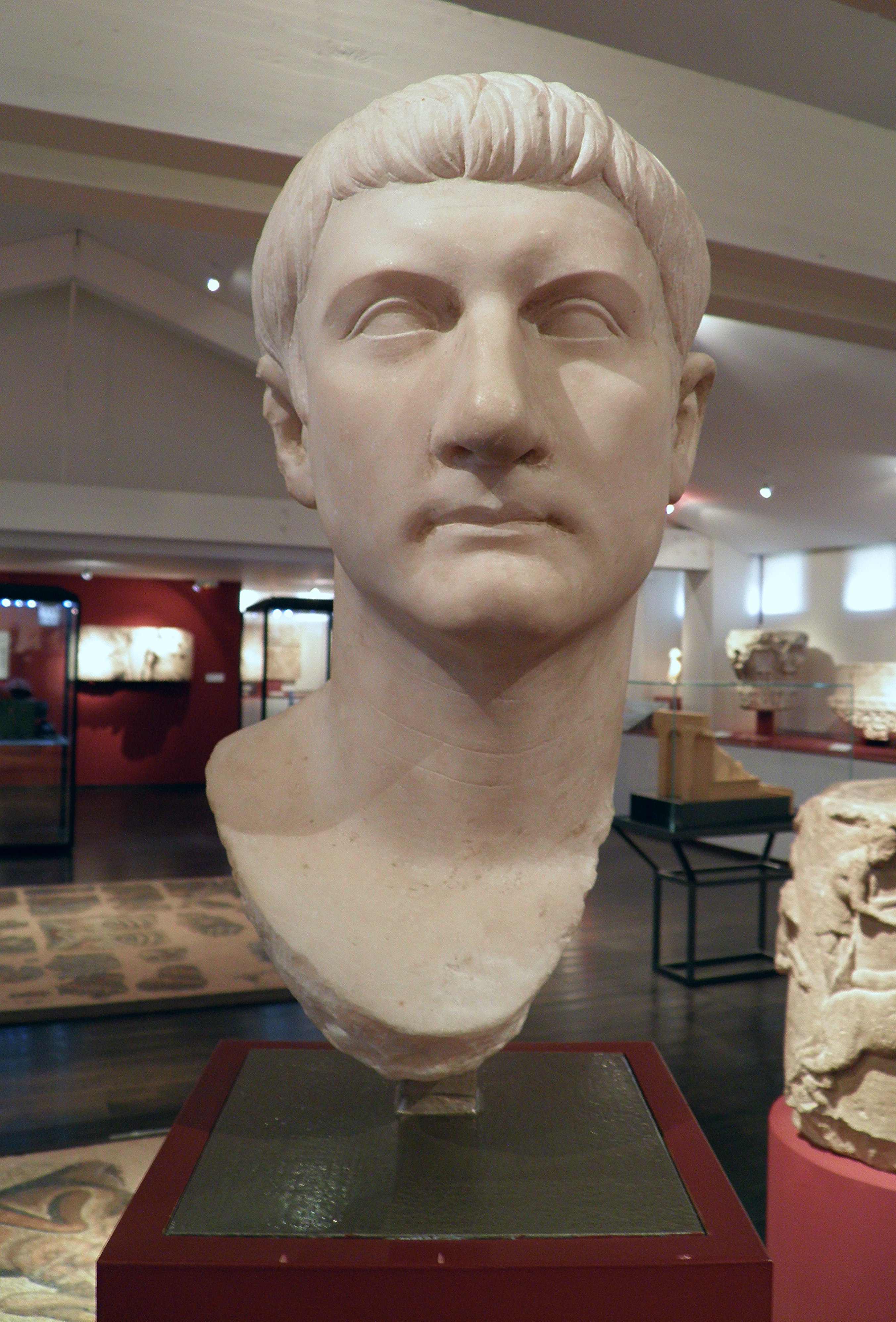
Busto de Druso menor (Museo Saint-Raymond, Toulouse)

El prefecto, tras analizar los riesgos, decidió atacar a Druso a través de su esposa Livila, que también era la hermana de Germánico, y, fingiendo estar locamente enamorado, la arrastró al adulterio y la puso en contra de su marido. Sejano, además, fue capaz de acercarse aún más a Tiberio, hasta convertirse en su asesor personal, algo de lo que Druso se quejaba a su padre con frecuencia. A mayores, cada pensamiento y secreto que el heredero depositaba en su mujer, ahora deshonrada, acababan siendo difundidos. Sejano decidió envenenar a Druso a través de un veneno de efecto lento para que pareciese una enfermedad. El veneno era administrado por el liberto Ligdo, uno de los esclavos preferidos de Druso, al que parece que Sejano había involucrado a través del estupro. Druso murió el 14 de septiembre del año 23.
Tiberio pensaba que el hijo había muerto por culpa de sus vicios pero aun así sentía un inmenso dolor. Sin embargo, siguió presentándose en el Senado y el fallecido recibió los mismos honores que se habían concedido a Germánico. El funeral fue pomposo y la procesión llena de imágenes de los antepasados, desde Eneas y Rómulo hasta los Claudios. Druso fue enterrado en el mausoleo de Augusto junto a su primo Germánico. Sin embargo, la muerte de Druso no provocó más que dolor fingido, ya que todos estaban felices de que volviera a florecer la dinastía del amado Germánico. Sejano, visto que no se habían llevado a cabo investigaciones sobre la muerte del joven, decidió continuar con sus crímenes, sobre todo a partir del hecho de que Agripina, esposa de Germánico, a duras penas disimulase la alegría por la nueva posición de sus hijos en la línea sucesoria. Ese mismo año murió también uno de los gemelos de Druso y Livila, Germánico.

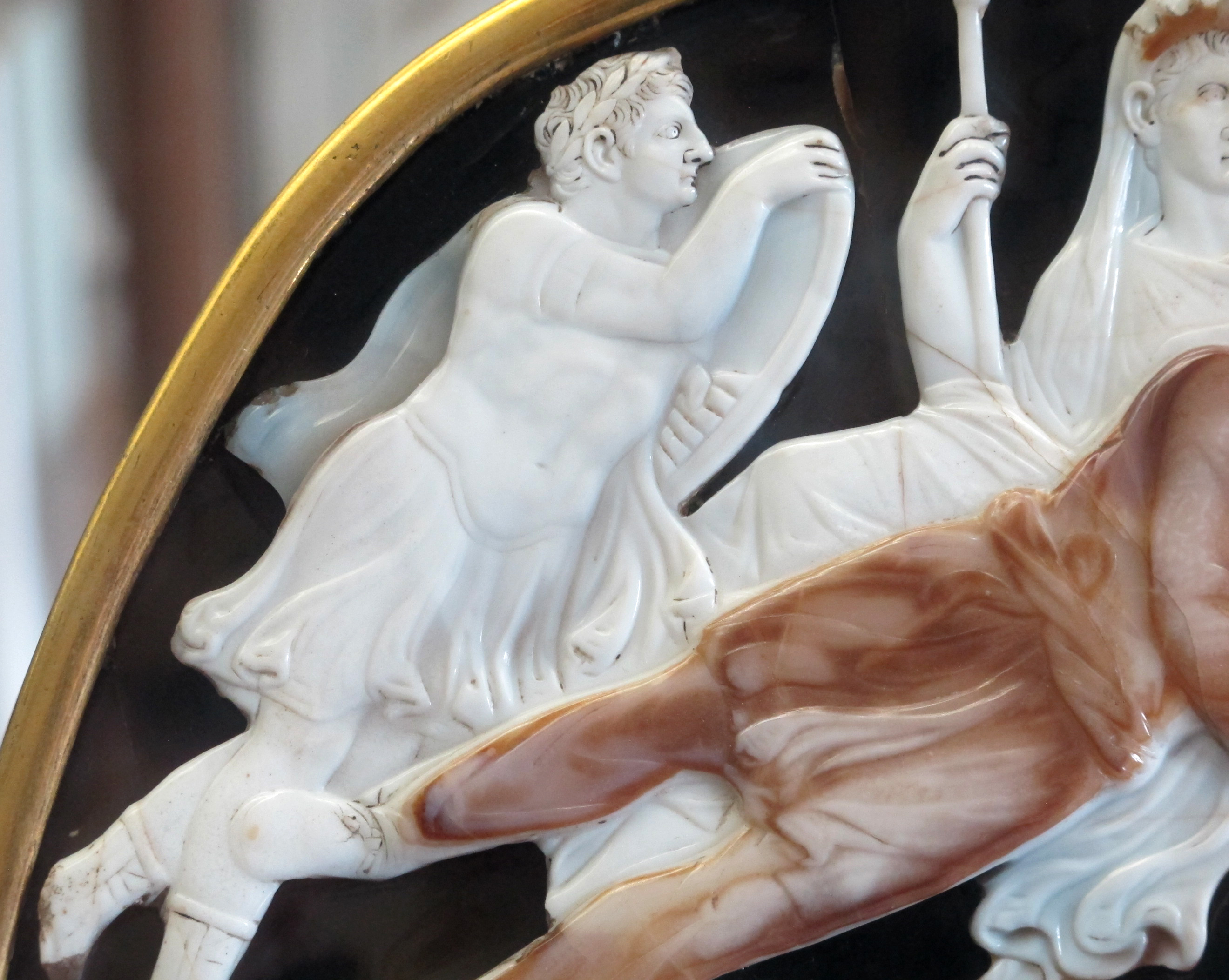
Druso el Joven, junto a Augusto y Julo, el fundador de la Gens Julia (Detalle del Gran Cammeo de Francia, Cabinet des médailles, París)

Sejano, antes de caer en desgracia, fue capaz de matar a Agripina y sus dos hijos mayores, Nerón y Druso, mandándolos al exilio o condenándolos a la muerte por inanición. Los detalles de la muerte de Druso fueron descubiertos solo ocho años más tarde gracias a la esposa de Sejano, Apicata, que confesó todo e hizo torturar a los libertos Ligdo y Eudemo, quien era médico personal de Livilla. Suetonio señaló que Tiberio dejó que Sejano matase a Druso y a la estirpe de Germánico para facilitar el acceso al trono de su nieto biológico, el hijo de Druso, Tiberio Gemelo.

## Druso el Joven en la cultura de masa
Druso aparece tanto en la novela Yo, Claudio (1934) de Robert Graves, como en la adaptación televisiva Yo, Claudio (basada en la novela Claudio, el dios, y su esposa Mesalina, del mismo autor), producida por la BBC (1976). El papel de Druso es interpretado por Kevin McNally. En ambas Druso lleva como pseudónimo Castor, que es el nombre de un famoso gladiador de su tiempo, del que había sido merecedor por golpear a un caballero y por su amor a los juegos. Druso también está presente en la serie de televisión británica The Caesars (1968), en la que es interpretado por William Corderoy.